# Angaria nasui
Angaria nasui is een slakkensoort uit de familie van de Angariidae. De wetenschappelijke naam van de soort werd voor het eerst geldig gepubliceerd in 2016 door Thach.